# Nagyvisnyó
Nagyvisnyó es un pueblo húngaro perteneciente al distrito de Bélapátfalva, condado de Heves.

## Superficie
Cuenta con una superficie de 43,02 km².

## Demografía
Hasta 2024 la población era de 819 habitantes, con una densidad de población de 19,03 hab/km².
| Gráfica de evolución demográfica de Nagyvisnyó entre 2020 y 2024 |
|                                                                  |
| Datos según la Oficina Central de Estadística de Hungría.        |